# Sleep (Programmiersprache)
Sleep ist eine prozedurale Skriptsprache, die von
Perl und Objective-C inspiriert  wurde.
Die einzige bekannte Implementierung ist in Java
geschrieben und für die einfache Integration in Java-Anwendungen vorgesehen.
Die Sleep Java API erlaubt es, die Sprache um neue Operatoren, Funktionen und „Environments“ zu erweitern.
Sleep wird zum Beispiel in dem IRC-Client jIRCii und dem IRC-Bot SleepyBot benutzt.

## Übersicht

### Die Eigenschaften der Sprache

#### Daten, Strukturen und Typen
Sleep besitzt drei verschiedene Datentypen:
Skalare, Arrays und Hashes (Assoziative Arrays).
Skalare beginnen mit einem Dollarzeichen ($), Arrays mit
einem At-Zeichen (@) und Hashes mit einem Prozentzeichen (%).

##### Skalare
Ein Skalar kann beispielsweise eine Zeichenkette oder eine Zahl repräsentieren.
Zeichenketten sind Literale oder „parsed literals“. Zahlen sind entweder Ganzzahlen oder Gleitkommazahlen.
Skalare können überdies aber auch beliebige Objektreferenzen repräsentieren, beispielsweise wenn HOES benutzt werden.

##### Arrays
Ein Array ist eine Sammlung von Skalaren, Hashes oder anderen Arrays,
die über einen numerischen Index angesprochen werden können, beginnend bei Null (0).

##### Hashes
Hashes sind assoziative Arrays und bilden Schlüssel auf
Werte ab. Schlüssel können sowohl Zahlen als auch Zeichenketten sein.

#### Dynamische Typisierung
Sleep benutzt wie viele Skriptsprachen Dynamische Typisierung. Das bedeutet, dass
Variablen vor der Benutzung nicht deklariert werden und einen Datentypen zugewiesen haben müssen.
Das hat gewisse Vorteile, aber auch gewisse Nachteile.

#### HOES
Neu in Sleep 2.0 sind HOES (Haphazard Object Extensions for Sleep). Diese ermöglichen die Erzeugung und Verwendung von Java Objekten.

## Code-Beispiele

### „Hello World“
```
   
# Gibt "Hallo Welt" auf der Standardausgabe aus

   
println
(
'Hallo Welt'
);

```

### Zeichenketten

#### Literale
```
   
# Zuweisung eines Literals an einen Skalar

   
$string
 
=
 
'Diese Zeichenkette ist ein Literal'
;

```

#### „Parsed literals“
```
   
$str1
 
=
 
'Variablen'
;

   
$str2
 
=
 
'werden'
;

   
$str3
 
=
 
'in geparsten Zeichenketten'
;

   
$str4
 
=
 
'ersetzt'
;

   
$string
 
=
 
"Prima, 
$str1
 
$str2
 
$str3
 
$str4
"
;

   
println
(
$string
);

```

Ausgabe:
```
Prima, Variablen werden in geparsten Zeichenketten ersetzt

```

#### Konkatenation
Zeichenketten werden mit dem Punkt-Operator verkettet.
```
   
$punkt
 
=
 
'.'
;

   
$ende
 
=
 
'verkettet.'
;

   
$string
 
=
 
'Zeichenketten '
 
.
 
'werden mit dem '
 
.
 
$punkt
 
.
 
" 
$ende
"
;

   
println
(
$string
);

```

Ausgabe:
```
Zeichenketten werden mit dem . verkettet.

```

### Arrays
```
   
@
namen
 
=
 
array
(
'Thomas'
,
'Michael'
,
'Andreas'
);

   
println
(
 
join
(
 
', '
,
 
@
namen
 
)
 
);

```

Ausgabe:
```
Thomas, Michael, Andreas

```

### Hashes
```
   
%
person
 
=
 
hash
(
 
vorname
 
=>
 
'Thomas'
,
 
nachname
 
=>
 
'Müller'
,
 
alter
 
=>
 
33
 
);

   
println
(
 
'Name:  '
 
.
 
%
person
[
'vorname'
]
 
.
 
' '
 
.
 
%
person
[
'nachname'
]
 
);

   
println
(
 
'Alter: '
 
.
 
%
person
[
'alter'
]
 
.
 
' Jahre'
 
);

```

Ausgabe:
```
Name:  Thomas Müller

Alter: 33 Jahre

```

### HOES
```
   
# Erzeugt einen JFrame und zeigt diesen an

   
import
 
javax
.
swing
.*
;

   
$jframe
 
=
 
[
new
 
JFrame
:
 
'Sleep HOES Beispiel'
];

   
[
$jframe
 
setDefaultCloseOperation
:
 
[
JFrame
 
EXIT_ON_CLOSE
]];

   
[[
$jframe
 
getContentPane
]
 
add
:
 
[
new
 
JLabel
:
 
'Erstellt mit Sleep HOES'
]];

   
[
$jframe
 
pack
];

   
[
$jframe
 
show
];

```

## Anwendungen
Sleep wird im Augenblick in folgenden Anwendungen benutzt:
- jIRCii – Java IRC-Client
- SleepyBot – IRC-Bot
- After the Deadline – Open Source Sprachüberprüfungs-Technologie